# Ceuthobotys penai
Ceuthobotys penai là một loài bướm đêm trong họ Crambidae.